# Onthophagus reticuliger
Onthophagus reticuliger là một loài bọ cánh cứng trong họ Bọ hung (Scarabaeidae).